# Biografielijst Bu

## Bu
- Bu Xiangzhi (1985), Chinees schaker

## Bua
- Kjersti Buaas (1981), Noors snowboardster
- Chico Buarque (1944), Braziliaans zanger, componist, acteur en schrijver

## Bub
- Andreas Bube (1987), Deens atleet
- Martin Buber (1878-1965), Joods-Oostenrijks-Israëlisch godsdienstfilosoof
- Titus Buberník (1933-2022), Tsjecho-Slowaaks voetballer
- IgorBubnjić (1992), Kroatisch voetballer

## Buc

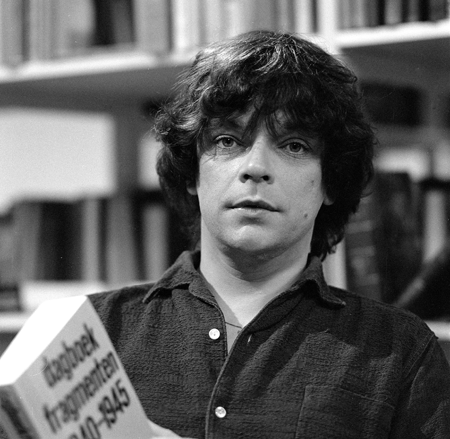
Boudewijn Büch

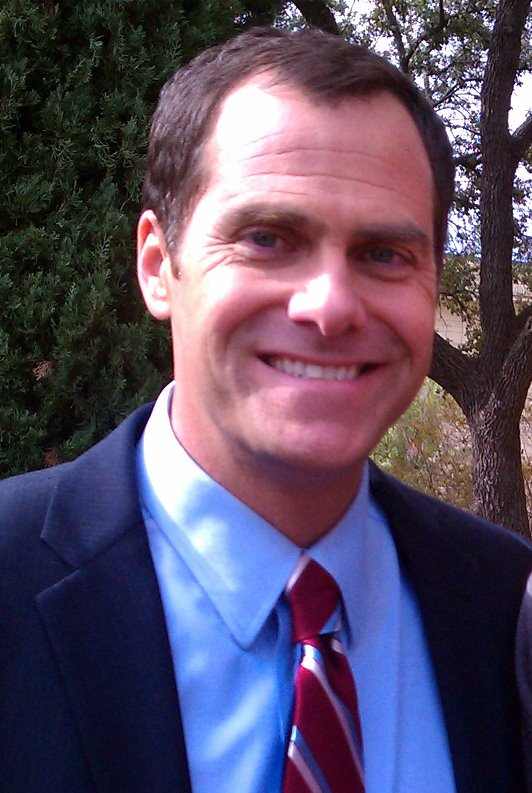
Andy Buckley, 2011

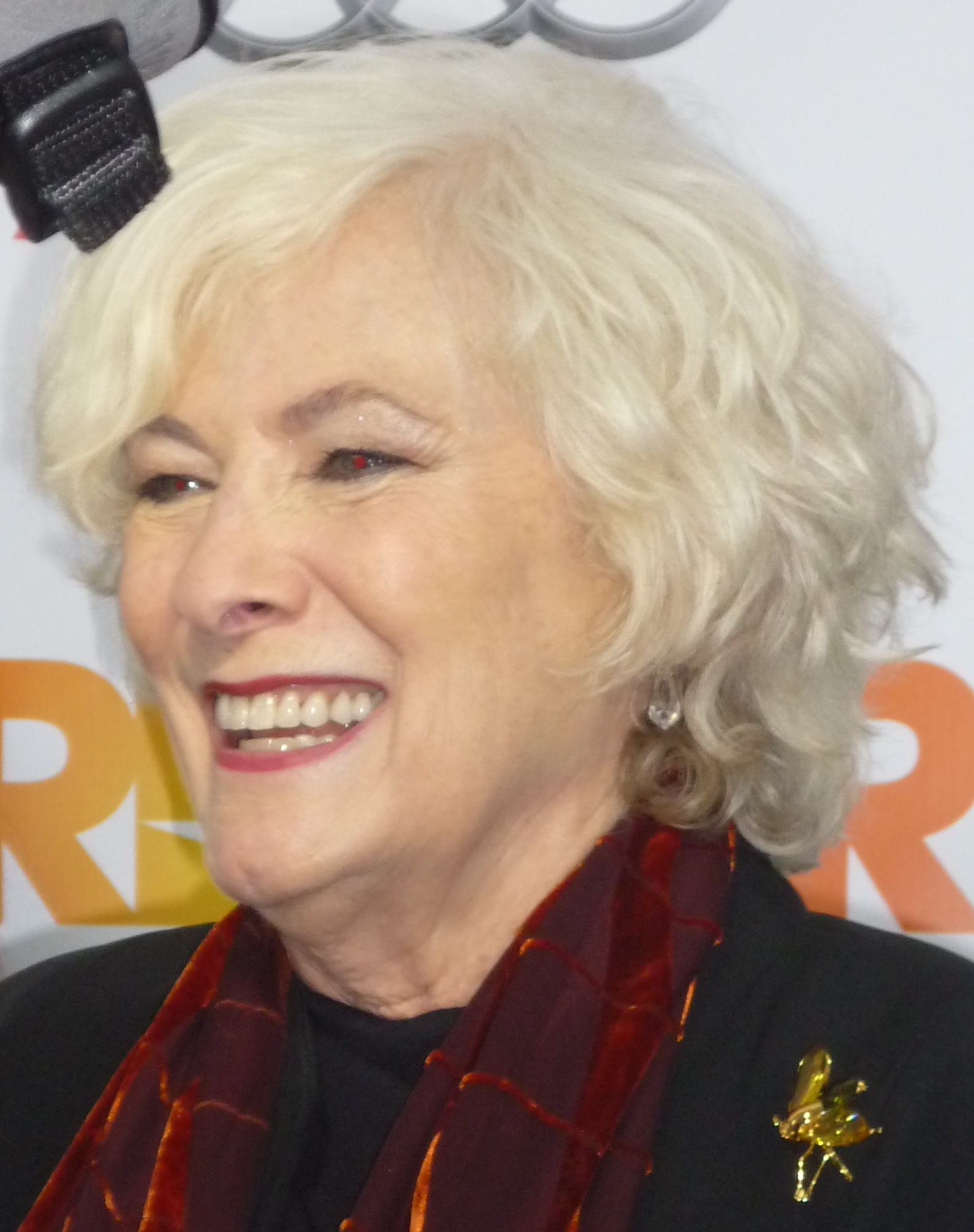
Betty Buckley

- Frane Bućan (1965), Kroatisch voetballer
- Alessandro di Bucchianico (1962), Nederlands schaker
- Menno Buch (1951-2014), Nederlands televisieprogrammamaker en seksexploitant
- Boudewijn Büch (1948-2002), Nederlands dichter, schrijver en televisieprogrammamaker
- Nel Büch (1931-2013), Nederlands atlete
- Andrew Buchan (1979), Brits acteur
- Keisha Buchanan (1984), Brits zangeres
- Marco Büchel (1971), Liechtensteins skiër
- Philippe Buchez (1796-1865), Frans socioloog en politicus
- Lothar-Günther Buchheim (1918-2007), Duits kunstschilder, kunstverzamelaar en schrijver
- James Buchli (1945), Amerikaans ruimtevaarder
- Matthijs Büchli (1992), Nederlands baanwielrenner
- Horst Buchholz (1933-2003), Duits acteur
- Max Buchholz (1875-1956), Duits elektrotechnicus
- Eduard Buchner (1860-1917), Duits scheikundige en Nobelprijswinnaar
- Georg Büchner (1813-1837), Duits schrijver en revolutionair
- Edgar Buchwalder (1916-2009), Zwitsers wielrenner
- Hendrik de Buck (1893-1986), Nederlands historicus
- Henk Buck (1930-2023), Nederlands scheikundige
- Pearl Buck (1892-1974), Amerikaans schrijfster
- Samantha Buck (1974), Amerikaans actrice
- Werner Buck (1925-2010), Nederlands politicus
- Jay Buckey (1956), Amerikaans ruimtevaarder
- Antoinette Buckinx-Luykx (1903-1983), Belgisch schrijfster
- William Buckland (1784-1856), Engels geoloog en paleontoloog
- Kevin Buckler (1959), Amerikaans autocoureur, teameigenaar en wijnboer
- Rick Buckler (1955), Brits drummer
- Johannes Bückler (ca. 1779-1803), Duits bandiet
- Andy Buckley (1965), Amerikaans acteur
- Frank Buckles (1901-2011), Amerikaans militair in de Eerste Wereldoorlog
- Betty Buckley (1947), Amerikaans actrice
- Ellen Buckley (1913-2003), Amerikaans militair verpleegkundige
- Jeff Buckley (1966-1997), Amerikaans musicus
- Oliver Buckley (1887-1959), Amerikaans elektrotechnicus
- Peter Buckley (1944-1969), Manx wielrenner
- Gustav Bucky (1889-1963), Duits-Amerikaans radioloog en uitvinder
- Jan Bucquoy (1945), Belgisch filmregisseur en auteur

## Bud
- Igor Budan (1980), Kroatisch voetballer
- Zola Budd (1966), Zuid-Afrikaans/Brits atlete
- Cees Buddingh' (1918-1985), Nederlands dichter
- Richard 'Budgett' (1959), Brits roeier
- Dennis Budimir (1938-2023), Amerikaans jazzgitarist
- Edmond Louis Budry (1854-1932), Zwitsers predikant en tekstschrijver
- Andrea Hollander Budy (1947), Amerikaans dichter
- Guido Budziak (1982), Nederlands voetbaldoelman

## Bue
- Honorat de Bueil (1589-1670), Frans schrijver
- Amandine Buelens (?), Belgisch aerobics-atlete
- Bab Buelens (1994), Belgisch zangeres
- Félix Buelens (1850-1921), Belgisch kunstschilder.
- Geert Buelens (1971), Belgisch dichter, essayist, columnist en hoogleraar
- Griet Buelens (1984), Belgisch zwemster
- Isidoor Buelens (1936), Belgisch politicus
- Jan Baptist Buelens (1788-1868), Belgisch schrijver
- Marcel Buelens (1954), Belgisch bestuurder
- Mutya Buena (1985), Brits zangeres
- Francisco Buencamino, (1883-1952) Filipijns componist
- Emiliano Buendía (1996), Argentijns voetballer
- Luiz Bueno (1937-2011), Braziliaans autocoureur
- Maria Bueno (1939-2018), Braziliaans tennisspeelster
- Peter van Bueren (1942-2020), Nederlands filmjournalist
- Thomas Buergenthal (1934-2023), Amerikaans jurist
- Eugenia Buerklin, Amerikaans actrice en filmregisseuse

## Buf
- George Buff (1874-1955), Nederlands atleet
- Jimmy Buffett (1946-2023), Amerikaans country-, rock- en popzanger
- Warren Buffett (1930), Amerikaans zakenman en investeerder
- Gianluigi Buffon (1978), Italiaans voetballer

## Bug
- Imrich Bugár (1955), Tsjecho-Slowaaks/Tsjechisch atleet
- Gianni Bugno (1964), Italiaans wielrenner

## Buh
- Eric Buhain (1970), Filipijns zwemmer en sportbestuurder
- Maximilian Buhk (1992), Duits autocoureur
- Léna Bühler (1997), Zwitsers autocoureur
- Frits Bührman (1904-1930), Nederlands atleet

## Bui
- Bùi Thị Nhung (1983), Vietnamees atlete
- Diane Bui Duyet (1979), Frans zwemster
- Piet Buijnsters (1933–2022), Nederlands hoogleraar
- Leontine Buijnsters-Smets (1937-2021), Nederlands kunsthistorica
- Danny Buijs (1982), Nederlands voetballer
- Erik Buijs (1970), Nederlands beeldhouwer
- Jaap Buijs (1946-2015), Nederlands artiestenmanager
- Jan Buijs (1940-1985), Nederlands artiestenmanager
- Jordy Buijs (1988), Nederlands voetballer
- Wouter Buikhuisen (1933-2025), Nederlands criminoloog
- Leen Buis (1906-1986), Nederlands wielrenner
- Simon Buis (1892-1960), Nederlands pater en missionaris
- Jan Buiskool (1899-1960), Nederlands jurist en politicus
- IJke Buisma (1907-1994), Nederlands atlete
- Jan Buisman (1925-2024), Nederlands historisch geograaf
- Paul van Buitenen (1957), Nederlands Europees ambtenaar, 'klokkenluider' en Europarlementariër
- Titus Buitenhuis (1892-1964), Nederlands NSB-burgemeester
- Joost Buitenweg (1967), Nederlands acteur
- Kathalijne Buitenweg (1970), Nederlands Europarlementariër
- Harm Buiter (1922-2011), Nederlands bestuurder

## Buj
- Zbigniew Bujarski (1933-2018), Pools componist en muziekdocent

## Buk
- Richard Bukacki (1946-2024), Nederlands wielrenner
- Pedro Bukaneg (ca. 1592- ca. 1630), Filipijns dichter
- Vladyslav Bukhov (2002), Oekraïens zwemmer
- Piet Bukman (1934-2022), Nederlands politicus
- Bujar Bukoshi (1947-2025), Kosovaars-Albanees politicus

## Bul
- Jerzy Bułanow (1903-1980), Pools voetballer
- Paritat Bulbon (1970), Thais autocoureur
- Michiel Bulckaert (1895-1968), Belgisch advocaat en politicus
- Nino Bule (1976), Bosnisch-Kroatisch voetballer
- Nicolò Bulega (1999), Italiaans motorcoureur
- Jurica Buljat (1986), Kroatisch voetballer
- John Bull (+ 1628), Brits componist
- Ole Bull (1810-1880), Noors musicus
- Steve Bull (1965), Engels voetballer en voetbalcoach
- William Buller (1992), Brits autocoureur
- Amelia Bullmore (1964), Brits actrice en scenarioschrijfster
- Alan Bullock (1914-2004), Brits historicus
- Sandra Bullock (1964), Amerikaans actrice
- Jack Bulterman (1909-1977), Nederlands musicus, componist en auteur
- Michaël Bultheel (1986), Belgisch atleet
- Pierre Bultiauw (1928-2020), Belgisch atleet
- Bert Bultinck (1974), Belgisch journalist en redacteur
- John Bultinck (1934-2000), Belgisch advocaat, kok en presentator
- Koen Bultinck (1964), Belgisch politicus
- Rudolf Bultmann (1884-1976), Duits theoloog en filosoof
- Gamze Bulut (1992), Turks atlete

## Bum
- Age Buma (1820-1893), Nederlands politicus
- Bernhardus Buma (1770-1838), Nederlands burgemeester en grietman
- Jaap-Derk Buma (1972), Nederlands hockeyer
- Wiardus Willem Buma (1802-1873) Nederlands bestuurder
- Wybe Bernhardus Buma (1807-1848), Nederlands grietman

## Bun
- Jeu van Bun (1918-2002), Nederlands voetballer
- Fred Bunao (1926-2010), Filipijns dichter
- Maico Buncio (1988-2011), Filipijns motorcoureur
- Andrzej Buncol (1959), Pools voetballer
- Wensley Bundel (1948-2024), Surinaams voetballer
- Wilfred Bungei (1980), Keniaans atleet
- Albert Bunjaku (1983), Zwitsers voetballer
- Carsten Bunk (1960), Oost-Duits roeier
- Roman Bunka (1951-2022), Duits muzikant
- Ellsworth Bunker (1894-1984), Amerikaans diplomaat, onderhandelaar over Nederlands-Nieuw-Guinea
- Gordan Bunoza (1988), Bosnisch-Kroatisch voetballer
- Hansje Bunschoten (1958-2017), Nederlands zwemster en televisiepresentatrice
- Robert Bunsen (1811-1899), Duits chemicus
- Craig Buntin (1980), Canadees kunstschaatser
- Emma Bunton (1976), Brits zangeres
- Luis Buñuel (1900-1983), Spaans-Mexicaans filmregisseur
- Dionisio Buñuel Gutiérrez (1963), Spaans componist, muziekpedagoog en dirigent
- Charles Bunyan (1869-1922), Brits voetballer en voetbalcoach
- John Bunyan (1628-1688), Brits prediker
- Maurice Bunyan (1894-?), Brits voetballer en voetbalcoach

## Buo
- Cara Buono (1971), Amerikaans actrice, filmproducente, filmregisseuse en scenarioschrijfster

## Bur

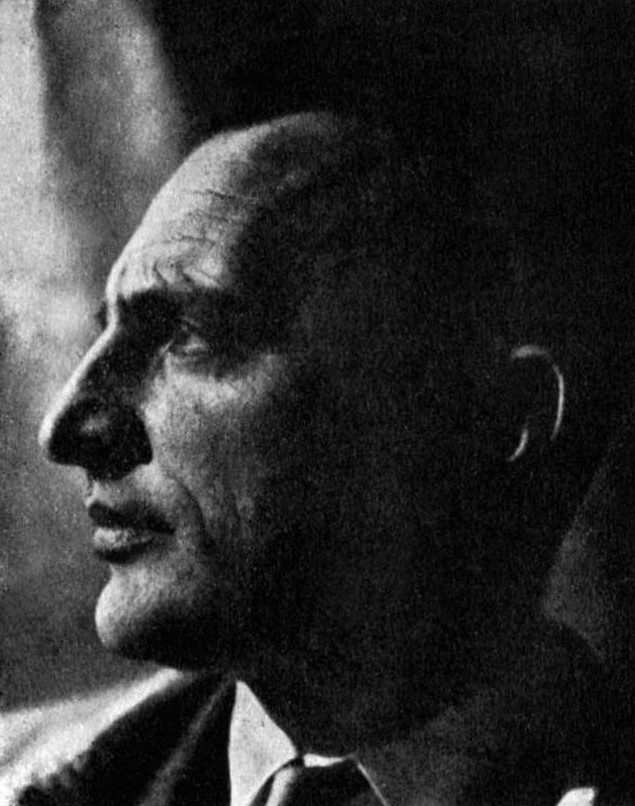
Max Burchartz (1927)

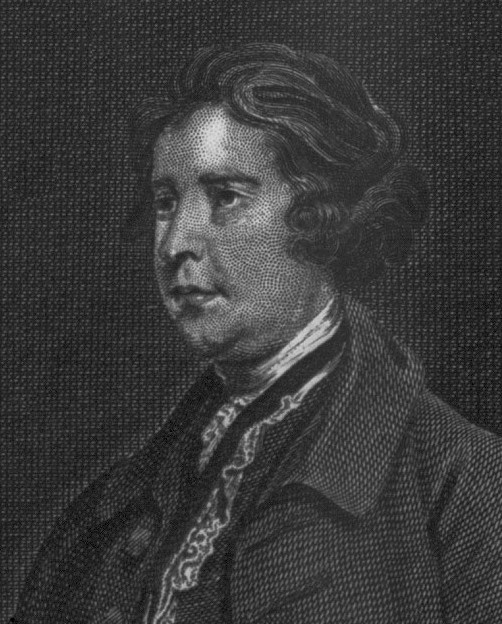
Edmund Burke

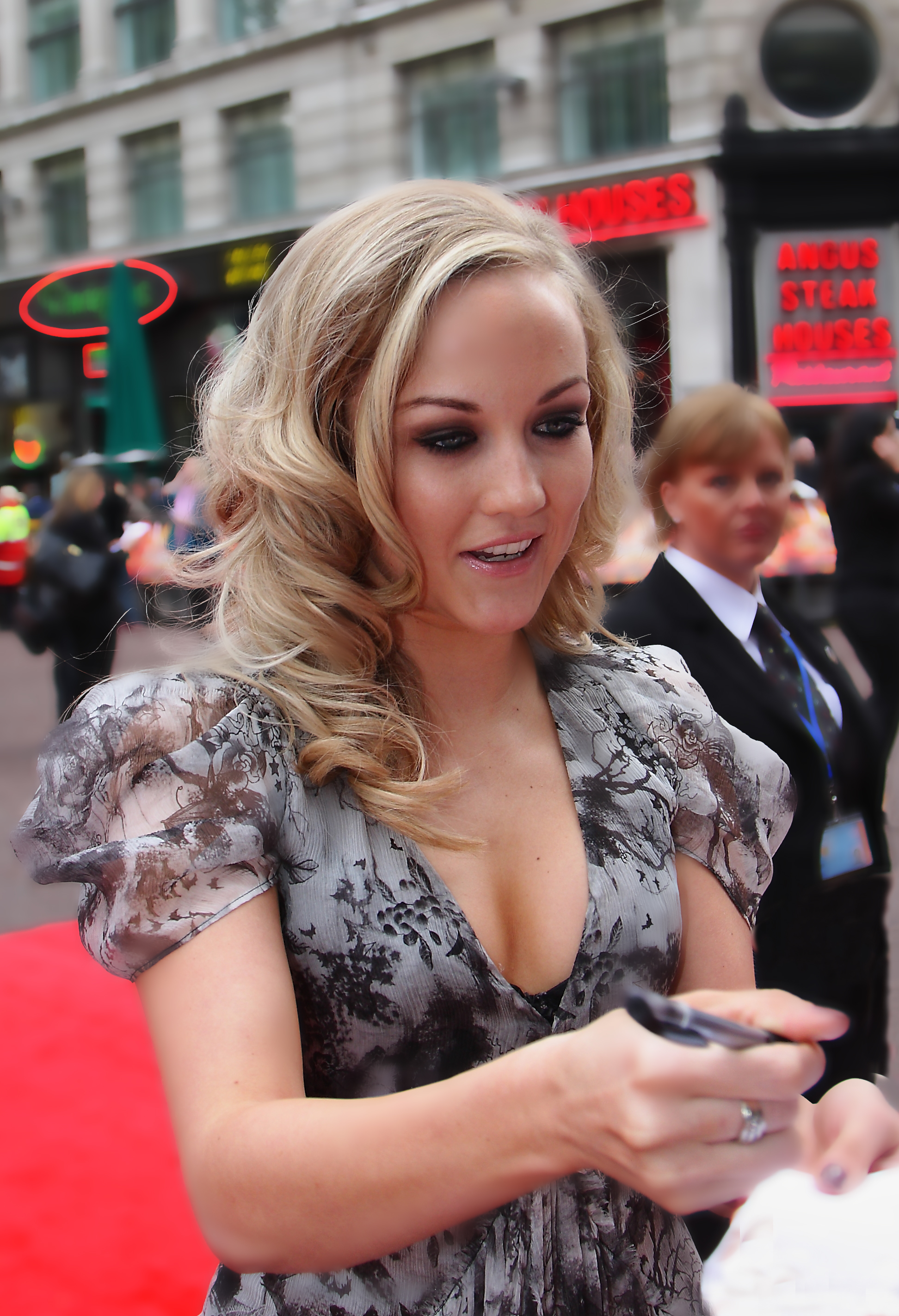
Nichola Burley

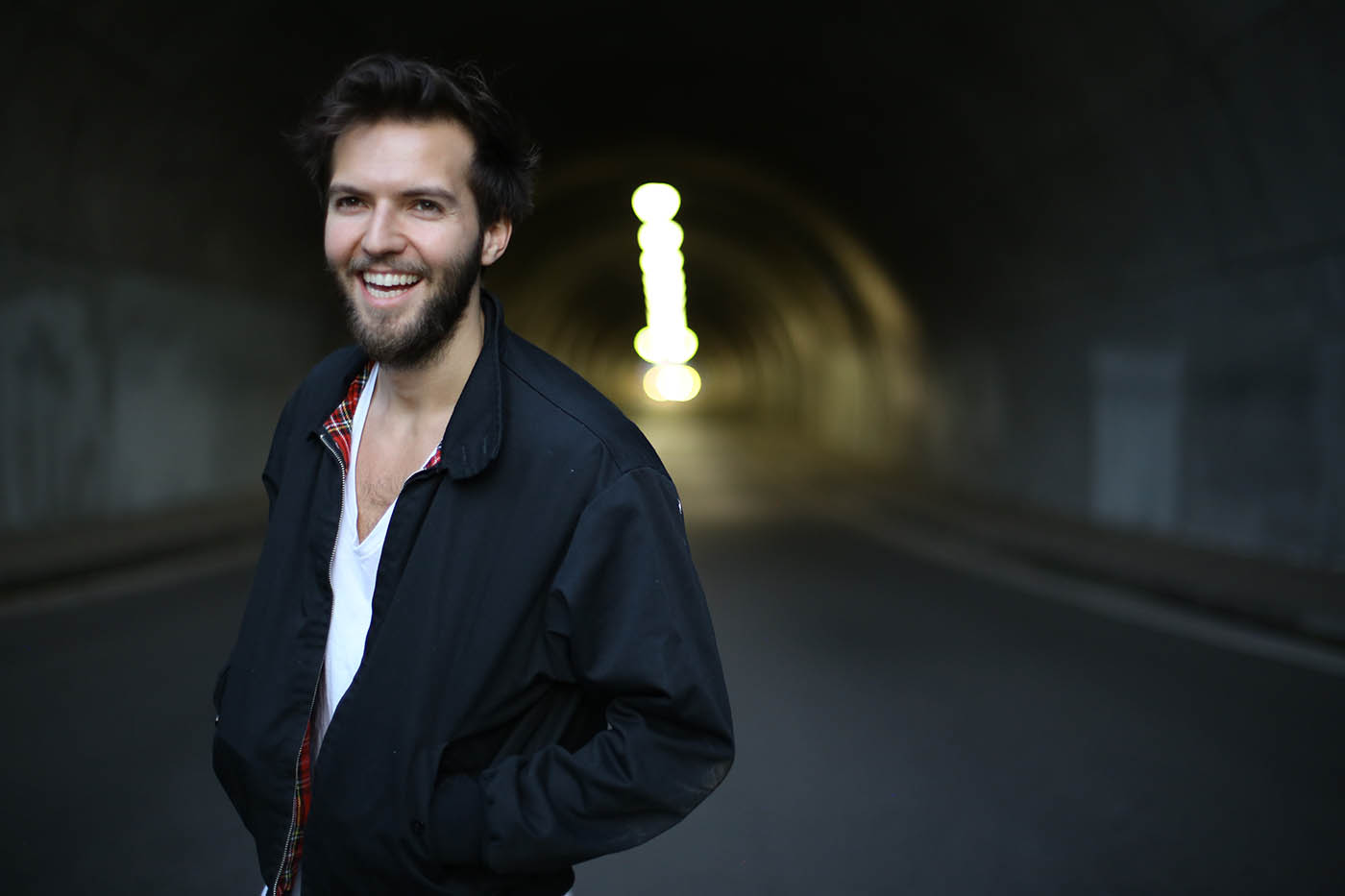
Guy Burnet, 2015

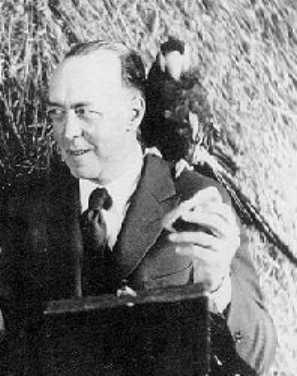
Edgar Rice Burroughs

- Dan Burbank (1961), Amerikaans ruimtevaarder
- Geoffrey Burbidge (1925-2010), Brits astrofysicus
- Mike Burch (1907-1981), Amerikaans autocoureur
- Burchard van Worms (ca. 965-1025), bisschop van Worms
- Max Burchartz (1887-1961), Duits schilder en graficus
- William Burck (1848-1910), Nederlands botanicus
- Caroline Burckle (1986), Amerikaans zwemster
- Constanţa Burcică-Pipotă (1971), Roemeens roeister
- Dieter Burdenski (1950-2024), (West-)Duits voetballer
- Federico Burdisso (2001), Italiaans zwemmer
- Eric Burdon (1941), Engels zanger
- Idelette de Bure (ca. 1505-1549), vrouw van Calvijn
- John van Buren (1951-2012), Nederlands componist, dirigent, musicus en tekstschrijver
- Kilke van Buren (1986), Nederlands actrice en zangeres
- Maurice Buret (1909-2003), Frans ruiter
- Brigitte van der Burg (1961), Nederlands politica
- Dirk van der Burg (1721-1773), Nederlands kunstschilder
- Gerrit van der Burg (1959), Nederlands jurist
- Lou van Burg (1917-1986), Nederlands-Duitse showmaster en entertainer
- Mieke van der Burg (1945), Nederlands politica
- Twan Burg (1990), Nederlands schaker
- Madison Burge (1991), Amerikaans actrice en zangeres
- Gottfried August Bürger (1747-1794), Duits dichter
- Heinrich Bürger (1806-1858), Duits schei- en natuurkundige en bioloog
- Jaap Burger (1904-1986), Nederlands politicus
- Petronella Burgerhof (1908-1991), Nederlands gymnaste
- Don Burgers (1933-2006), Nederlands politicus
- Leendert Burgersdijk (1828-1900), Nederlands bioloog en vertaler
- Anthony Burgess (1917-1993), Brits schrijver
- Colin Burgess (1946-2023), Australisch drummer
- Ian Burgess (1930-2012), Brits autocoureur
- Paul Burgess (1979), Australisch atleet
- Shayne Burgess (1964), Brits darter
- Albert Burgh (1593-1647), Nederlands geneesheer, lid van de vroedschap en burgemeester van Amsterdam
- Cameron van der Burgh (1988), Zuid-Afrikaans zwemmer
- Jarmil Burghauser (1921-1996), Tsjechisch componist
- José Burgos (1837-1872), Filipijns priester en martelaar
- Ate van der Burgt (1978), Nederlands atleet
- Mitchell Burgzorg (1987), Nederlands voetballer
- Antti Buri (1988), Fins autocoureur
- Gelete Burka (1986), Ehtiopisch atlete
- Alfred Burke (1918), Brits acteur
- Chris Burke (1965), Amerikaans acteur
- Edmund Burke (1729-1797), Brits-Iers filosoof en politicus
- Lynn Burke (1943), Amerikaans zwemster
- Marvin Burke (1918-1994), Amerikaans autocoureur
- Michael Reilly Burke (1969), Amerikaans acteur
- Robert Reilly Burke (1960), Amerikaans acteur
- Sarah Burke (1982-2012), Canadees freestyleskiester
- Solomon Burke (1940-2010), Amerikaans zanger
- Tarana Burke (1973), Amerikaanse burgerrechtenactivisme
- Thomas Burke (1875-1929), Amerikaans atleet
- Tim Burke (1982), Amerikaans biatleet
- Paul Burkhard (1911-1977), Zwitsers componist
- Stanley Burleson (1966), Nederlands musicalacteur en choreograaf
- Nichola Burley (1986), Brits actrice
- Daniel Burman (1973), Argentijns filmregisseur en scenarioschrijver
- Frans Burman (1628-1679), Nederlands predikant en hoogleraar
- Pieter Burman Junior (1713-1778), Nederlands classicus en Neolatijns dichter
- Jennie-Lee Burmansson (2002), Zweeds freestyleskiester
- Leo Burmester (1944-2007), Amerikaans acteur
- Moss Burmester (1981), Nieuw-Zeelands zwemmer
- Burnaburiash II (14e eeuw v.Chr.), koning van de Kassieten
- Louisa Burnaby (1832-1918), overgrootmoeder van de Britse koningin Elizabeth II
- Jean-Jacques Burnel (1952), Brits basgitarist en zanger
- Guy Burnet (1983), Brits acteur
- Chester Arthur Burnett (1967), Amerikaans blueszanger en -gitarist
- Molly Burnett (1988), Amerikaans actrice en filmproducente
- Richie Burnett (1967), Welsh darter
- Forbes Burnham (1923-1985), Guyanees politicus en president (1980-1985)
- Viola Burnham (1930-2003), Guyanees politica en vice-president (1985-1991)
- Andreas Burnier (1931-2002), Nederlands schrijfster
- Valère Burnon (1998), Belgisch pianist
- Cat Burns (2000), Engelse zangeres
- Chris Burns (1980), Brits motorcoureur
- George Burns (1896-1996), Amerikaans komiek en acteur
- Louis Burns (1962), Amerikaans houseproducer
- Heather Burns (1975), Amerikaans actrice
- Jimmy Burns (1953), Brits journalist en publicist
- Marc Burns (1983), atleet van Trinidad en Tobago
- Marilyn Burns (1949-2014), Amerikaans actrice
- Robert Burns (1759-1796), Schots dichter
- Pamela Burns-Balogh (1949), Amerikaans botanicus
- Aaron Burr (1756-1836), Amerikaans politicus, derde vicepresident van de Verenigde Staten
- Bill Burr (1968), Amerikaans stand-upcomedian en (stem)acteur
- Clive Burr (1957-2013), Brits drummer
- Jon Burr (1953), Amerikaans contrabassist, bigbandleider, componist en auteur van een boek over basspelen
- Raymond Burr (1917-1993), Canadees acteur
- Richard Burr (1955), Amerikaans politicus
- John Burra (1965), Tanzaniaans atleet
- Leroy Burrell (1967), Amerikaans atleet
- Hedy Burress (1973), Amerikaans actrice
- Edgar Rice Burroughs (1875-1950), Amerikaans schrijver
- William S. Burroughs (1914-1997), Amerikaans schrijver
- Daniel Bursch (1957), Amerikaans ruimtevaarder
- Frida Burssens (1930-2020), Belgisch grafisch ontwerper
- Gaston Burssens (1896-1965), Belgisch dichter en Vlaams activist
- Jan Burssens (1925-2002), Belgisch kunstschilder
- Koen Burssens (1978), Belgisch acteur, scenarioschrijver en televisiemaker
- Michael "Würzel" Burston (1949-2011), Brits gitarist en zanger
- Heinz Burt (1942-2000), Brits basgitarist en zanger
- Sam Burtis (1948-2023), Amerikaans jazzmuzikant
- Beryl Burton (1937-1996), Brits wielrenster
- Cliff Burton (1962-1986), Amerikaans bassist (Clifford Lee Burton)
- LeVar Burton (1957), Amerikaans acteur
- Richard Burton (1925-1984), Welsh acteur
- Tim Burton (1958), Amerikaans filmregisseur
- Ian Buruma (1951), Nederlands sinoloog, japanoloog, journalist en publicist
- Claus Bury (1946), Duits beeldhouwer
- John Bagnell Bury (1861-1927), Iers historicus, classicus en filoloog
- Katleen Bury (1983), Belgisch advocate en politica
- Max Bury (1923-1982), Belgisch politicus
- Pol Bury (1922-2005), Belgisch schilder en beeldhouwer
- Richard de Bury (1287?-1345), Engels schrijver, monnik, diplomaat, bisschop en bibliofiel
- Valéry Bury (1878-1959), Belgisch componist, militair kapelmeester en hoboïst

## Bus
- Dave Bus (1978), Nederlands voetballer
- Riesjart Bus (1958), Nederlands beeldhouwer
- Sir Matt Busby (1909-1994), Schots voetballer en coach
- Tommaso Buscetta (1928 - 2000) Siciliaans maffioso
- Fabian Busch (1975), Duits acteur
- Sabine Busch (1962), Duits atlete
- Georg Buschner (1925-2007), Oost-Duits voetballer en voetbaltrainer
- Erhard Busek (1941-2022), Oostenrijks politicus
- Timothy Busfield (1957), Amerikaans acteur, filmregisseur en filmproducent
- Barbara Bush (1925-2018), Amerikaans first lady, echtgenote van president George H. W. Bush
- George H.W. Bush (1924-2018), Amerikaans zakenman en politicus (o.a. president)
- George W. Bush (1946), Amerikaans zakenman en politicus (o.a. president)
- Kate Bush (1958), Brits zangeres
- Laura Bush (1946), Amerikaans first-lady, echtgenote van president George W. Bush
- Robert Bush (1926-2005), Amerikaans marinier tijdens de Tweede Wereldoorlog en ondernemer
- Vannevar Bush (1890-1974), Amerikaans ingenieur en wetenschapsbeheerder
- Solomon Bushendich (1984), Keniaans atleet
- Akosua Busia (1966), Ghanees/Brits actrice
- Jan Buskes (1899-1980), Nederlands theoloog
- Massimiliano Busnelli (1975), Italiaans autocoureur
- Antoine Busnois (ca. 1430-1492), Zuid-Nederlands componist
- Joan Busquets (1946), Spaans architect en stedenbouwkundige
- Sergio Busquets (1988), Spaans voetballer
- Joeri Busschots (1987), Vlaams acteur
- Jan Bussell (1909-1984/85), Engels poppenspeler, schrijver en televisiemaker
- Jet Bussemaker (1961), Nederlands politicologe en politica
- Karl-Heinz Bußert (1955), Oost-Duits roeier
- Hilde Bussmann (1914-1988), Duits tafeltennisster
- Bussunda (1962-2006), Braziliaans komiek (Cláudio Besserman Vianna)
- Harald-Peter Bust (1992), Nederlands atleet
- Bianca Bustamante (2005), Filipijns autocoureur
- José Bustani (1945), Braziliaans diplomaat
- David Bustos (1990), Spaans atleet
- Nidia Bustos (1952), Nicaraguaans cultureel activiste en theaterdirecteur
- Intars Busulis (1978), Lets zanger
- Carmel Busuttil (1964), Maltees voetballer

## But

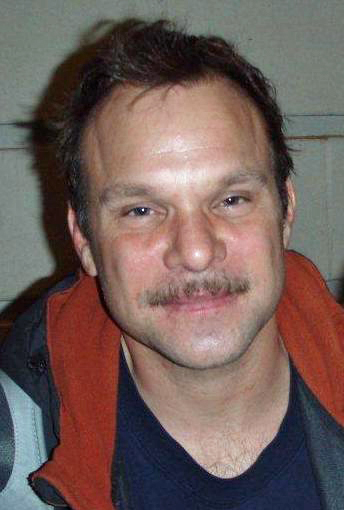
Norbert Leo Butz, 2011

- Emile Butaye (1882-1953), Belgisch politicus
- Terry Butcher (1958), Engels voetballer en voetbalcoach
- Adolf Butenandt (1903-1995), Duits scheikundige
- Ludovic Butelle (1983), Frans voetbaldoelman
- Piet Buter (1950), Nederlands sportbestuurder en -trainer
- Sam Butera (1927-2009), Amerikaans tenorsaxofonist en arrangeur
- Mangosuthu Buthelezi (1928-2023), Zuid-Afrikaans politicus en Zoeloe-prins
- Tomislav Butina (1974), Kroatisch voetballer en voetbalcoach
- Algirdas Butkevičius (1958), Litouws politicus
- Bernard Butler (1970), Brits muzikant
- Jack Butler (1894-1961), Brits voetballer en voetbalcoach
- Jerry Butler (1939-2025), Amerikaans soulmuzikant
- Peter Butler (1932-2022), Brits golfer
- Robert Butler (1927-2023), Amerikaans televisie- en filmregisseur
- Tom Butler (1951), Canadees acteur
- Eric Butorac (1981), Amerikaans tennisser
- Darko Butorović (1970), Kroatisch voetballer
- Emilio Butragueño (1963), Spaans voetballer
- Samuele Buttarelli (1992), Italiaans autocoureur
- Hille Butter (1891-1968), Nederlands model
- Michel Butter (1985), Nederlands atleet
- Rocco Buttiglione (1948), Italiaans politicus en politicoloog
- Ljiljana Buttler (1944-2010), Joegoslavisch zangeres
- Jenson Button (1980), Brits autocoureur
- Richard Button (1929-2025), Amerikaans kunstschaatser
- Red Buttons (1919-2006), Amerikaans acteur
- Seymore Butts (1964), Amerikaans pornograaf
- Norbert Leo Butz (1967), Amerikaans acteur
- Frits Butzelaar (1920-2000), Nederlands acteur en televisieregisseur

## Buu
- Albert Buunk (1924-2025), Nederlands ambtenaar en burgemeester
- Meindert van Buuren (1995), Nederlands autocoureur
- Eva Buurman (1994), Nederlands wielrenster
- Gon Buurman (1939-2023), Nederlands fotografe
- Kees Buurman (1936-2007), Nederlands radiojournalist, radioprogrammamaker en hoorspelregisseur
- Yelmer Buurman (1987), Nederlands autocoureur
- Jan Buursink (1935), Nederlands emeritus-hoogleraar sociale geografie
- Bastian Buus (2003), Deens autocoureur

## Bux
- Dietrich Buxtehude (1637-1707), Deens componist en organist

## Buy

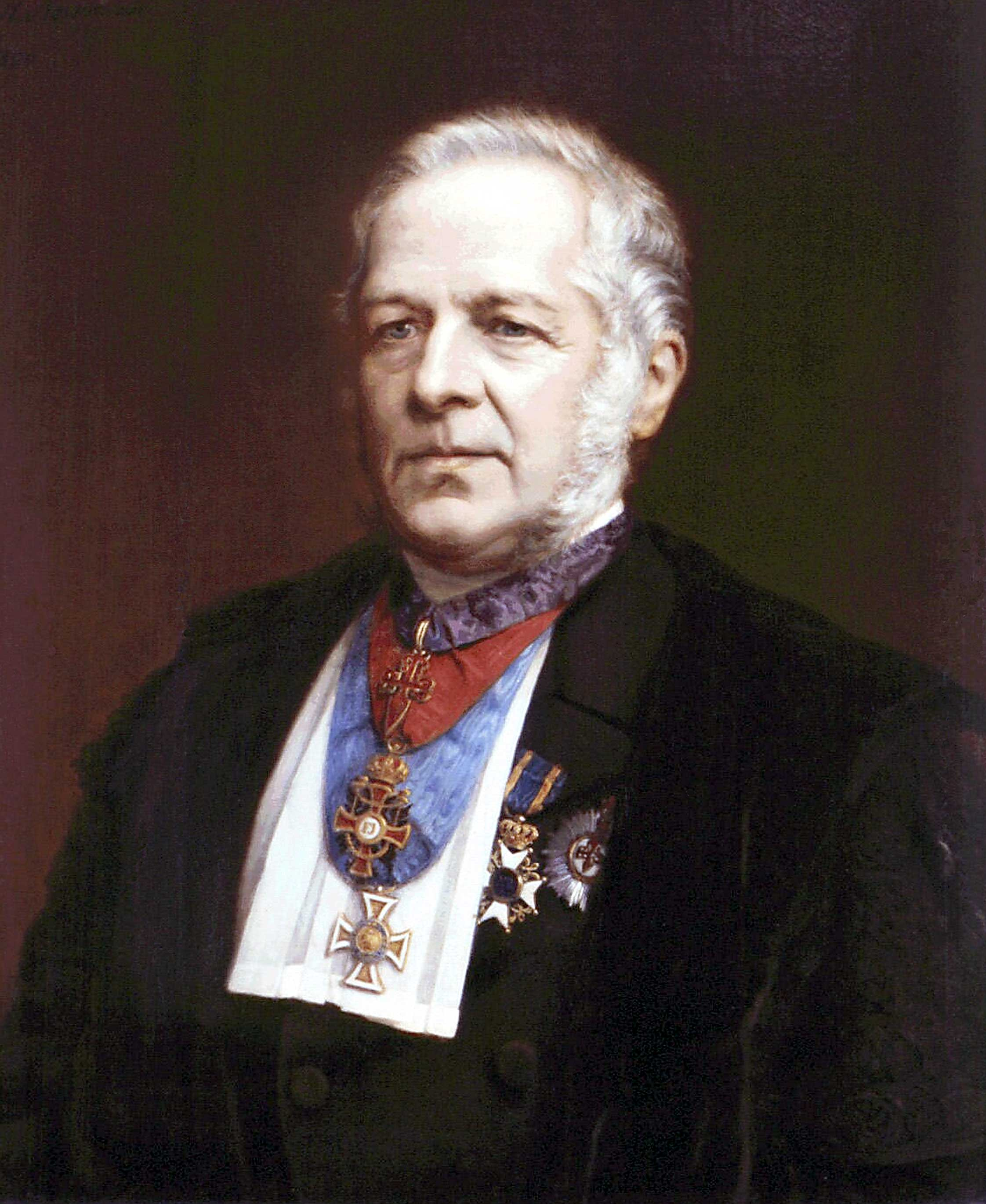
Christophorus Buys Ballot

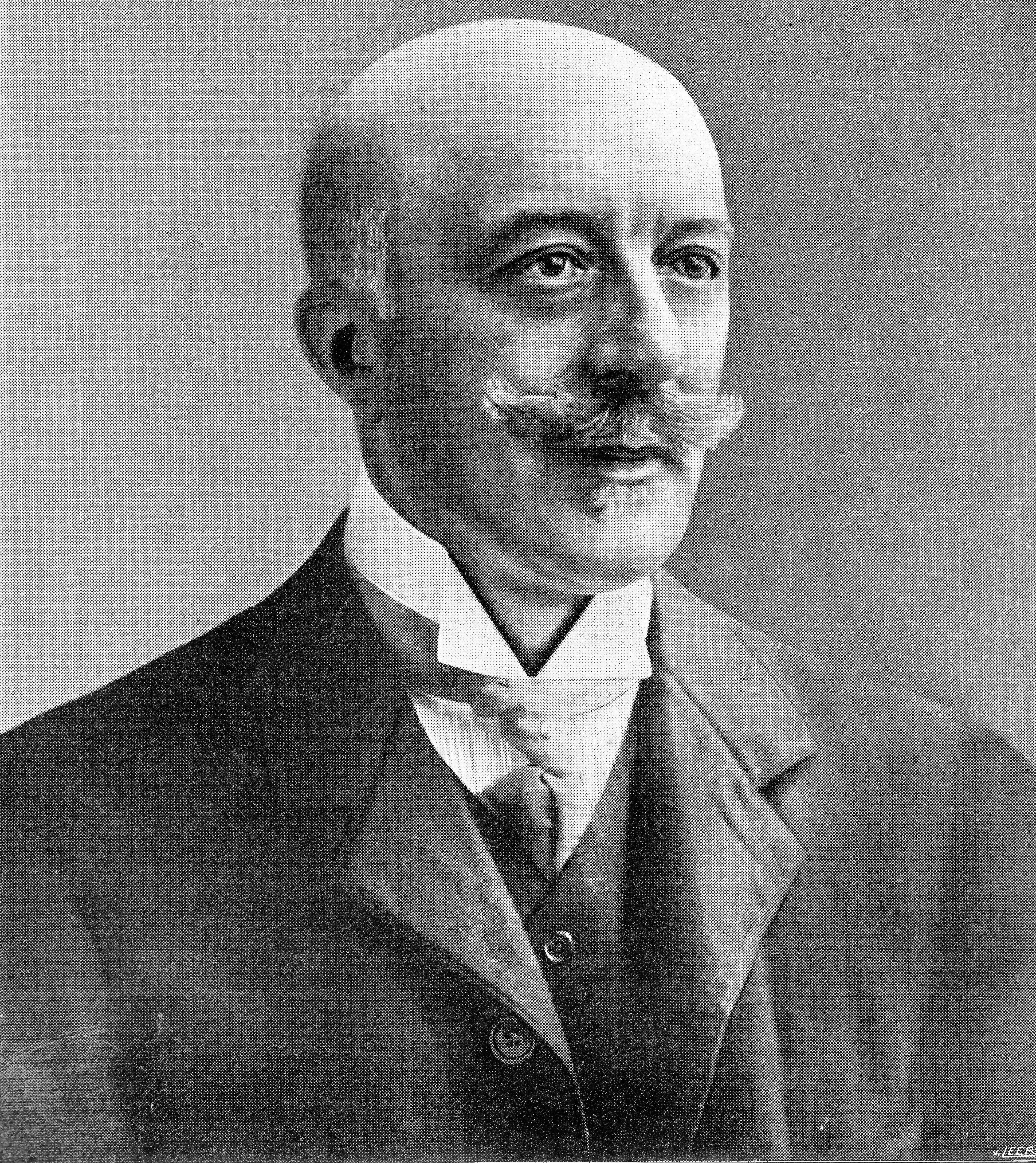
Cyriel Buysse

- Cor du Buy (1921-2011), Nederlands tafeltennisser
- Nand Buyl (1923-2009), Vlaams acteur
- Fernand Buyle (1918-1992), Belgisch voetballer
- Kimberly Buys (1989), Belgisch zwemster
- Willem Buys (1661-1749), raadpensionaris van Holland (1745-1746)
- Christophorus Buys Ballot (1817-1890), Nederlands weerkundige
- Omer Buyse (1865-1945), Belgisch pedagoog
- Peter Buysrogge (1976), Belgisch politicus
- Achiel Buysse (1918-1984), Belgisch wielrenner
- Albert Buysse (1911-1998), Belgisch wielrenner
- Alice Buysse (1868-1963), Belgisch politica en dierenrechtenactiviste
- Anja Buysse (1969), Belgisch atlete, duatlete en wielrenster
- Arthur Buysse (1864-1926), Belgisch advocaat en politicus
- Bart Buysse (1986), Belgisch voetballer
- Bernadette Buysse (1961), Belgisch atlete
- Cyriel Buysse (1859-1932), Vlaams schrijver
- Emile Buysse (1910-1987), Nederlands-Vlaams auteur
- Etienne Buysse (1944), Belgisch wielrenner
- Georges Buysse (1864-1916), Belgisch kunstschilder
- Jules Buysse (1901-1950), Belgisch wielrenner
- Lucien Buysse (1892-1980), Belgisch wielrenner
- Marcel Buysse (1889-1939), Belgisch wielrenner
- Paul Buysse (1945-2023), Belgisch zakenman
- Valère Edmond Buysse (1870-1943), Belgisch politicus
- Yves Buysse (1968), Belgisch politicus
- Johan Buytaert (1919-2009), Belgisch burgemeester
- Siegfried Buytaert (1928-2012), Belgisch burgemeester

## Buz
- George Buza (1949), in Amerika geboren Canadees (stem)acteur
- Nedim Buza (1995), Bosnisch basketballer
- Jerzy Buzek (1940), Pools universitair docent en politicus
- Johan Buziau (1877-1958), Nederlands komiek en revueartiest
- André Buzin (1946), Belgisch kunstenaar